# Gnophodes betsimena
Gnophodes betsimena là một loài bướm ngày thuộc họ Nymphalidae. Loài này có ở miền nam Africa.
Sải cánh dài 55–65 mm đối với con đực và 60-70 đối với con cái. Con trưởng thành có thể bay quanh năm, but usually từ tháng 3 đến tháng 8 (with peaks từ tháng 4 đến tháng 6).
Ấu trùng ăn nhiều loại cỏ, bao gồm Ehrharta erecta, Panicum deustum và Setaria species.

## Phụ loài
- Gnophodes betsimena betsimena (Madagascar)
- Gnophodes betsimena parmeno Doubleday, [1849] (western Kenya (west of the Rift Valley) to Ethiopia, Uganda, miền nam Sudan, Zaire, Angola, Cameroon, West Africa)
- Gnophodes betsimena diversa Butler, 1880 (eastern Cape to KwaZulu-Natal, Mozambique, miền đông Zimbabwe, Malawi, Tanzania, miền đông Kenya, miền bắc Kenya (Mount Marsabit)) - Yellow Banded Evening Brown